# Dos puntos
Los dos puntos (:) son un signo ortográfico de puntuación que se representa como un punto arriba de otro, y están puestos en la parte inferior y superior de la línea de base tipográfica respectivamente. 
Su función es detener el discurso para llamar la atención sobre lo que sigue, que siempre está en estrecha relación con el texto precedente. Representa una pausa mayor que la de la coma y menor que la del punto, por lo que su pausa es equivalente al punto y coma.
Este signo de puntuación debe escribirse pegado a la palabra o el signo que los antecede y separados por un espacio en blanco de la palabra o el signo que los sigue. En la mayoría de los casos, la primera letra de la palabra. 

## Usos ortográficos
Según la Real Academia Española, «es un signo de puntuación que representa una pausa mayor que la de la coma y menor que la del punto. Detienen el discurso para llamar la atención sobre lo que sigue, que siempre está en estrecha relación con el texto precedente. Se escriben pegados a la palabra o el signo que los antecede y separados por un espacio de la palabra o el signo que los sigue».
Al leerse dos puntos, se debe hacer una pausa, mayor que la de la coma y menor que la del punto, debiendo tener en cuenta que el texto siguiente continúa con la idea desarrollada. 
También se utiliza en el encabezamiento de cartas y documentos (p. ej., Sr./Sra.). En este caso, la inicial de la siguiente palabra se escribe con mayúscula, en renglón aparte.

## Usos en matemáticas
En matemáticas, se utilizan los dos puntos como notación para representar una división. También se utiliza en lógica como abreviatura de la locución «tal que», siendo esta una alternativa al empleo de la pleca (|), cuyo significado es el mismo. En este caso debe escribirse un espacio entre las cifras colindantes.
En función y conjuntos se usa para abreviar «es» y «razón». Ejemplo 1: La manera habitual de denotar una función f en conjuntos es «f: A → B» que se lee «f es A incluida en B» o «f de A en B».
Para indicar una escala 3:1 leído como tres a uno, mientras que «::» indica un proporción 3:1 :: 15:5 tres a uno es proporcional a quince a cinco.

## Otros usos
- En la expresión de las horas separa los minutos de las horas, no debiendo nunca dejarse un espacio entre las cifras.[1]
- En libros sagrados como la Biblia, indica la ubicación de un párrafo por número de capítulo y versículo (número de capítulo: número de versículo [Génesis 1:1]).

## Otras representaciones
En braille español, presenta la disposición de los puntos en los lugares 2 y 5. 